# Glass Mask
Glass Mask (яп. ガラスの仮面, Гарасу но Камен, укр. «Скляна маска») — японська серія сьодзьо-манґи, написана та проілюстрована художницею-мультиплікатором Судзуе Міучі. Виходить з січня 1976 року і до цього часу публікується в японському журналі сьодзьо-манґи Hana to Yume. Наразі видано 49 томів танкобон, однак видання поки призупинено, а останній розділ вийшов у жовтні 2012 року.
Манґу було адаптовано під аніме-серіали, один знятий у 1984 році, другий — у 2005 році, а також OVA, знята у 1998 році. У 1997-98 роках зняли дораму на основі манґи. У червні 2013 року був випущений фільм-пародія, присвячений серіалу, а у 2016 році — «3-nen D-Gumi Glass no kamen», дія якого відбувається у типовій японській школі.
У 2006 році в Японії було продано 50 мільйонів примірників, що зробило «Скляну маску» другою найбільш продаваною сьодзьо-манґою у світі. Також згідно з опитуванням, проведеним у 2007 році міністерством культури Японії, Glass Mask займає 30-е місце серед кращих манґ всіх часів.

## Сюжет
«Скляна маска» — це історія Кітаджими Маї як професійної акторки та її суперництва з талановитою Хімекавою Аюмі. Обидві прагнуть досягти професійного успіху, необхідного, щоб зіграти роль у п'єсі «Багряна Богиня». Хоча Мая не є красивою чи розумною дівчиною, але її пристрасть до акторської майстерності повністю поглинає її, настільки, що вона кілька разів ризикує своїм життям. З дитинства мати казала дівчині, що вона непотріб, тому Мая хоче довести собі та світу, що вона чогось варта, поки по інший бік, всі очікують успіху її талановитої суперниці Аюмі.
Під час розгортання історії розкриваються складні стосунки героїв, починаючи з наставниці Маї, Цукікаге Чіґуси, яка виявила неперевершений акторський талант Маї, шукаючи гідного наступника на роль «Багряної Богині», і Масумі, молодого президента Daito, він здається хитрим підприємцем, але таємно підтримує Майю як «пан фіолетова троянда», як його назвала Мая через фіолетові троянди, які він надсилав їй. Хадзіме Онодера, директор, який працює на Daito, хоче отримати авторські права на «Багряну Богиню», які належать Цукікаге Чіґусі, але оскільки вона відмовляється їх продати, Онодера намагається довести школу Цукікаге до банкрутства, використовуючи брудні прийоми.

## Персонажі
- Кітаджима Мая (яп. 北島 マヤ, Kitajima Maya), на перший погляд звичайна дівчина але її одержимість сценічним мистецтвом дозволяє їй запам'ятовувати і повторювати усе одного разу побачене в кіно чи на сцені, талановита молода актриса (13-річна на початку історії), спочатку працювала офіціанткою в китайському ресторані разом зі своєю матір'ю. Її батько помер, коли вона була маленькою дівчинкою, а її мати, Хару, психічно нестабільна особа, вважає Маю марною через схильність Маї відволікатися на все шо пов'язане з акторською діяльністю, під час роботи. Її помічає колишня знаменита акторка Цукікаге Чіґуса, і вона починає багатообіцяючу, але тернисту акторську кар'єру під крилом наставниці. Її мати відмовляє дочку від акторської кар'єри, вважаючи, що донька буде посміховиськом. Вона навіть відмовилася відвідувати шкільну виставу, в якій грала Мая, тому що, на її думку, роль Маї була жалюгідною другорядною героїнею. Тож Мая надала ролі більшої глибини та печалі персонажу, який спочатку мав бути зображений смішним і жалюгідним. Пізніше Мая отримує можливість заробляти на життя актрисою. Цукікаге розриває зв'язки Маї з її матір'ю, коли Мая вирішує стати актрисою. Однак Маю постійно підбадьорює анонімний шанувальник, який надсилає їй букет фіолетових троянд після кожного її дебюту. Це ніхто інший, як Хаямі Масумі, до якого Мая демонструє величезну ненависть, по тій причині, що він отримав зловмисне задоволення від руйнування акторської школи Цукікаге. Через кілька років Хару помирає від туберкульозу та сліпоти, травмуючи Маю на багато тижнів. Талант Маї до акторської майстерності походить як від її природних здібностей, так і від емоційної особистості, на відміну від Аюмі, чиї навички більш технічні. Насправді Мая практично «стає» своїми персонажами, коли грає, настільки жорстокі її методи тренувань і інтенсивність, з якою вона грає. На початку своїх тренувань Мая завжди демонструвала нестандартне виконання поставлених завдань, наприклад, лягала на підлогу, щоб «сісти» на перекинутий стілець. Люди часто відзначають, наскільки Мая нічим не примітна, поки вона не виходить на сцену. Вундеркінд-актриса Аюмі коментує, що Мая знає, як захопити глядачів, хоча вона цього не підозрює. Незважаючи на величезний потенціал і справжній талант, Мая часто не визнає своїх здібностей. Вона вважає себе нічим не примітною та «марною», як постійно називала її мати, проте вона змушена продовжувати кар'єру акторки, тому що «акторство — це все, що вона має». Вона також відчуває неповноцінність у порівнянні з Аюмі, красивою, талановитою та багатою. Незважаючи на все це, Мая не таїть злоби чи злої волі до Аюмі, хоча Аюмі таємно змагається з Маєю. Мая має три клички, одна з них — «Буря на сцені», яка стосується її вродженої здатності заглушати важливість інших акторів у п'єсі, навіть перебуваючи в невеликій ролі. Цукікаге називає Маю «дівчиною з тисячею масок». Хаямі Масумі називає її «маленькою» (ちびちゃん, Chibi-chan), зменшувальним прізвиськом, яке він дав їй через велику різницю у віці та зрості, щоб висміяти її наївність і, зрештою, через справжню прихильність.
- Хімекава Аюмі (яп. 姫川 亜弓, Himekawa Ayumi), найбільша суперниця Маї, Аюмі дочка дуже відомої акторки Хімекави Утако (колись учениці Цукікаге) та успішного режисера та продюсера Хімекави Міцугу. Її сприймали як вундеркінда з раннього дитинства. З тих пір, як Аюмі дізналася, що отримала свою першу роль лише завдяки родинним зв'язкам, Аюмі прагнула сяяти сама і ніколи не впадала в зарозумілість. Аюмі дізнається про неймовірний акторський дар Маї, коли вони вперше зустрічаються на тренуванні, відтоді вона дивиться на Маю як на головну суперницю. Вона досить амбітна, щоб спробувати перевершити власну матір, яка є загальновизнаною актрисою. Люди жартома сказали Утако, що її донька вкраде у неї роль багряної Богині. Незважаючи на те, що Аюмі молода, вона вірить, що знаменита роль належатиме їй. Таким чином, вона бере на себе обов'язок отримати якомога більше досвіду, пробуючи себе на будь-яких ролях, в тому числі і другорядних. Спочатку, коли Аюмі взяла на себе роль Тома в «Принці і жебраку», дітям, присутнім, не сподобалася ця вистава, тому що вони звикли бачити в Аюмі красиву молоду жінку, а не брудного і домашнього хлопчика. Проте незабаром Аюмі завойовує прихильність дітей, випрошуючи «гроші» в капелюсі, на що діти пропонують їй свої цукерки. Люди за сценою були здивовані, що Аюмі вчинила подібне. Її пристрасть стати багряною богинею незаперечна, оскільки вона постійно прагне досконалості, щоб досягти цієї ролі. Незважаючи на те, що критики вже віддають перевагу їй, а не Маї, Аюмі засмучена тим, що не може досягти емоційних вершин, які досягає Мая, коли виступає.
- Цукікаге Чіґуса (яп. 月影 千草, Tsukikage Chigusa), наставниця Маї. Колись вона була дуже амбітною акторкою, найбільш помітною завдяки своїй ролі в легендарній п'єсі «Багряна богиня» (紅天女, Kunenai-Tennyo), вистава якої була настільки прекрасною, що її автор у заповіті залишив права на неї виключно їй, але вона отримала жахливі шрами під час нещасного випадку на сцені (прожектор впав на неї та спалив половину обличчя), і їй довелося полишити гру, замість цього відкривши школу акторської майстерності. У неї дуже слабке здоров'я, і за історію кілька разів потрапляла в лікарню. Але вона — жінка нестримної волі, яка відмовляється віддати права на «Багряну богиню» Масумі Хаямі та його батькові, оскільки, за її словами, на даний момент немає актриси, яка б відповідала вимогам головній ролі. Коли Цукікаге виявляє потенціал Маї, вона бере дівчинку під свою опіку, попри заперечення матері, і намагається сформувати з неї найкращу акторку всіх часів, щоб вона могла змагатися з Аюмі за головну роль у «Багряній богині». Цукікаге розуміє, що обличчя акторки є її найважливішою рисою, і вона прикриває Маю, коли розлючена мати Маї намагається кинути чайник в обличчя доньки.
- Хаямі Масумі (яп. 速水 真澄, Hayami Masumi), пасинок президента Daito Entertainments (大都芸能). Його справжній батько загинув, випадково впавши з будівлі, коли йому було 2 роки. Він жорстокими методами намагається отримати від Чіґуси права на виконання «Багряної богині», його зусилля зрештою призводять до спалення її акторської школи. Коли він бачить, як Мая виконує роль Бет у «Маленьких жінках», незважаючи на високу температуру, він вражений її сильною волею та відданістю своїй акторській мрії, таємно надсилає їй фіолетові троянди та фінансову підтримку як підбадьорення (таким чином Мая називає свого анонімного шанувальника «паном з фіолетовими трояндами», її друзі називають його «довгоногим татком»), але поводиться перед нею глузливо, цинічно та навіть жорстоко щоб приховати свою анонімну особу. Спочатку він був нормальною, щасливою дитиною, але його холодна сторона сформувалась внаслідок смерті його матері Айї, коли він був дитиною, і його поганих стосунків із вітчимом Ейсуке, який убив автора Багряної Богині. По мірі того, як манґа продовжується, він все більше і більше закохується в Маю і, нарешті, глибоко закохується в неї. Він не розкриває ані своєї альтернативної особи, ані своїх справжніх почуттів з багатьох причин, однією з яких є переконання, що Мая ненавидить його, оскільки він побічно став причиною смерті її матері.